# Список астероїдів (164501—164600)
| Назва                      | Тимчасове позначення | Дата відкриття    | Місце відкриття             | Відкривач                                              |
| -------------------------- | -------------------- | ----------------- | --------------------------- | ------------------------------------------------------ |
| (164501) 2006 GK35         | 2006 GK35            | 7 квітня 2006     | Каталінський огляд          | Каталінський огляд                                     |
| (164502) 2006 GM35         | 2006 GM35            | 7 квітня 2006     | Каталінський огляд          | Каталінський огляд                                     |
| (164503) 2006 GY38         | 2006 GY38            | 7 квітня 2006     | Сокорро (Нью-Мексико)       | LINEAR                                                 |
| (164504) 2006 GT41         | 2006 GT41            | 7 квітня 2006     | Станція Андерсон-Меса       | LONEOS                                                 |
| (164505) 2006 GP44         | 2006 GP44            | 2 квітня 2006     | Обсерваторія Маунт-Леммон   | Обсерваторія Маунт-Леммон                              |
| (164506) 2006 GO45         | 2006 GO45            | 7 квітня 2006     | Сокорро (Нью-Мексико)       | LINEAR                                                 |
| (164507) 2006 GU45         | 2006 GU45            | 8 квітня 2006     | Обсерваторія Кітт-Пік       | Spacewatch                                             |
| (164508) 2006 GH51         | 2006 GH51            | 5 квітня 2006     | Обсерваторія Сайдинг-Спрінг | Обсерваторія Сайдинг-Спрінг                            |
| (164509) 2006 GH53         | 2006 GH53            | 2 квітня 2006     | Каталінський огляд          | Каталінський огляд                                     |
| (164510) 2006 GB54         | 2006 GB54            | 2 квітня 2006     | Обсерваторія Маунт-Леммон   | Обсерваторія Маунт-Леммон                              |
| (164511) 2006 HO1          | 2006 HO1             | 18 квітня 2006    | Каталінський огляд          | Каталінський огляд                                     |
| (164512) 2006 HG2          | 2006 HG2             | 18 квітня 2006    | Паломарська обсерваторія    | NEAT                                                   |
| (164513) 2006 HT7          | 2006 HT7             | 19 квітня 2006    | Паломарська обсерваторія    | NEAT                                                   |
| (164514) 2006 HS10         | 2006 HS10            | 19 квітня 2006    | Обсерваторія Кітт-Пік       | Spacewatch                                             |
| (164515) 2006 HR13         | 2006 HR13            | 19 квітня 2006    | Станція Андерсон-Меса       | LONEOS                                                 |
| (164516) 2006 HT13         | 2006 HT13            | 19 квітня 2006    | Паломарська обсерваторія    | NEAT                                                   |
| (164517) 2006 HZ16         | 2006 HZ16            | 20 квітня 2006    | Обсерваторія Кітт-Пік       | Spacewatch                                             |
| 164518 Patoche             | 2006 HN18            | 19 квітня 2006    | Обсерваторія Сен-Сюльпіс    | Бернар Крістоф                                         |
| (164519) 2006 HP24         | 2006 HP24            | 20 квітня 2006    | Обсерваторія Кітт-Пік       | Spacewatch                                             |
| (164520) 2006 HX28         | 2006 HX28            | 21 квітня 2006    | Каталінський огляд          | Каталінський огляд                                     |
| (164521) 2006 HC36         | 2006 HC36            | 20 квітня 2006    | Обсерваторія Кітт-Пік       | Spacewatch                                             |
| (164522) 2006 HU43         | 2006 HU43            | 24 квітня 2006    | Обсерваторія Маунт-Леммон   | Обсерваторія Маунт-Леммон                              |
| (164523) 2006 HF47         | 2006 HF47            | 21 квітня 2006    | Каталінський огляд          | Каталінський огляд                                     |
| (164524) 2006 HR60         | 2006 HR60            | 27 квітня 2006    | Сокорро (Нью-Мексико)       | LINEAR                                                 |
| (164525) 2006 HF63         | 2006 HF63            | 24 квітня 2006    | Обсерваторія Кітт-Пік       | Spacewatch                                             |
| (164526) 2006 HA64         | 2006 HA64            | 24 квітня 2006    | Обсерваторія Кітт-Пік       | Spacewatch                                             |
| (164527) 2006 HT65         | 2006 HT65            | 24 квітня 2006    | Обсерваторія Кітт-Пік       | Spacewatch                                             |
| (164528) 2006 HB69         | 2006 HB69            | 24 квітня 2006    | Обсерваторія Маунт-Леммон   | Обсерваторія Маунт-Леммон                              |
| (164529) 2006 HS86         | 2006 HS86            | 28 квітня 2006    | Сокорро (Нью-Мексико)       | LINEAR                                                 |
| (164530) 2006 HO89         | 2006 HO89            | 21 квітня 2006    | Каталінський огляд          | Каталінський огляд                                     |
| (164531) 2006 HX94         | 2006 HX94            | 30 квітня 2006    | Обсерваторія Кітт-Пік       | Spacewatch                                             |
| (164532) 2006 HD97         | 2006 HD97            | 30 квітня 2006    | Обсерваторія Кітт-Пік       | Spacewatch                                             |
| (164533) 2006 HK99         | 2006 HK99            | 30 квітня 2006    | Обсерваторія Кітт-Пік       | Spacewatch                                             |
| (164534) 2006 HJ110        | 2006 HJ110           | 26 квітня 2006    | Сокорро (Нью-Мексико)       | LINEAR                                                 |
| (164535) 2006 HA128        | 2006 HA128           | 25 квітня 2006    | Паломарська обсерваторія    | NEAT                                                   |
| (164536) 2006 HF150        | 2006 HF150           | 27 квітня 2006    | Обсерваторія Серро Тололо   | Марк Буї                                               |
| (164537) 2006 JF5          | 2006 JF5             | 3 травня 2006     | Обсерваторія Маунт-Леммон   | Обсерваторія Маунт-Леммон                              |
| (164538) 2006 JC6          | 2006 JC6             | 2 травня 2006     | Нюкаса                      | Обсерваторія Нюкаса-Яма                                |
| (164539) 2006 JQ8          | 2006 JQ8             | 1 травня 2006     | Обсерваторія Кітт-Пік       | Spacewatch                                             |
| (164540) 2006 JR8          | 2006 JR8             | 1 травня 2006     | Обсерваторія Кітт-Пік       | Spacewatch                                             |
| (164541) 2006 JR10         | 2006 JR10            | 1 травня 2006     | Обсерваторія Кітт-Пік       | Spacewatch                                             |
| (164542) 2006 JO15         | 2006 JO15            | 2 травня 2006     | Обсерваторія Маунт-Леммон   | Обсерваторія Маунт-Леммон                              |
| (164543) 2006 JK19         | 2006 JK19            | 2 травня 2006     | Обсерваторія Маунт-Леммон   | Обсерваторія Маунт-Леммон                              |
| (164544) 2006 JU29         | 2006 JU29            | 3 травня 2006     | Обсерваторія Кітт-Пік       | Spacewatch                                             |
| (164545) 2006 JU30         | 2006 JU30            | 3 травня 2006     | Обсерваторія Маунт-Леммон   | Обсерваторія Маунт-Леммон                              |
| (164546) 2006 JY39         | 2006 JY39            | 6 травня 2006     | Обсерваторія Маунт-Леммон   | Обсерваторія Маунт-Леммон                              |
| (164547) 2006 JY43         | 2006 JY43            | 6 травня 2006     | Обсерваторія Кітт-Пік       | Spacewatch                                             |
| (164548) 2006 JC48         | 2006 JC48            | 5 травня 2006     | Станція Андерсон-Меса       | LONEOS                                                 |
| (164549) 2006 JE58         | 2006 JE58            | 6 травня 2006     | Обсерваторія Сайдинг-Спрінг | Обсерваторія Сайдинг-Спрінг                            |
| (164550) 2006 KP           | 2006 KP              | 17 травня 2006    | Паломарська обсерваторія    | NEAT                                                   |
| (164551) 2006 KM1          | 2006 KM1             | 19 травня 2006    | Обсерваторія Ріді-Крик      | Джон Бротон                                            |
| (164552) 2006 KJ6          | 2006 KJ6             | 19 травня 2006    | Обсерваторія Маунт-Леммон   | Обсерваторія Маунт-Леммон                              |
| (164553) 2006 KW7          | 2006 KW7             | 19 травня 2006    | Обсерваторія Маунт-Леммон   | Обсерваторія Маунт-Леммон                              |
| (164554) 2006 KU9          | 2006 KU9             | 19 травня 2006    | Каталінський огляд          | Каталінський огляд                                     |
| (164555) 2006 KZ16         | 2006 KZ16            | 20 травня 2006    | Каталінський огляд          | Каталінський огляд                                     |
| (164556) 2006 KN17         | 2006 KN17            | 20 травня 2006    | Паломарська обсерваторія    | NEAT                                                   |
| (164557) 2006 KQ22         | 2006 KQ22            | 20 травня 2006    | Каталінський огляд          | Каталінський огляд                                     |
| (164558) 2006 KA27         | 2006 KA27            | 20 травня 2006    | Каталінський огляд          | Каталінський огляд                                     |
| (164559) 2006 KJ42         | 2006 KJ42            | 20 травня 2006    | Обсерваторія Кітт-Пік       | Spacewatch                                             |
| (164560) 2006 KW45         | 2006 KW45            | 21 травня 2006    | Обсерваторія Маунт-Леммон   | Обсерваторія Маунт-Леммон                              |
| (164561) 2006 KZ47         | 2006 KZ47            | 21 травня 2006    | Обсерваторія Кітт-Пік       | Spacewatch                                             |
| (164562) 2006 KB50         | 2006 KB50            | 21 травня 2006    | Обсерваторія Кітт-Пік       | Spacewatch                                             |
| (164563) 2006 KO52         | 2006 KO52            | 21 травня 2006    | Обсерваторія Кітт-Пік       | Spacewatch                                             |
| (164564) 2006 KY52         | 2006 KY52            | 21 травня 2006    | Обсерваторія Кітт-Пік       | Spacewatch                                             |
| (164565) 2006 KE59         | 2006 KE59            | 22 травня 2006    | Обсерваторія Кітт-Пік       | Spacewatch                                             |
| (164566) 2006 KL68         | 2006 KL68            | 20 травня 2006    | Обсерваторія Маунт-Леммон   | Обсерваторія Маунт-Леммон                              |
| (164567) 2006 KL73         | 2006 KL73            | 23 травня 2006    | Обсерваторія Кітт-Пік       | Spacewatch                                             |
| (164568) 2006 KU82         | 2006 KU82            | 19 травня 2006    | Обсерваторія Маунт-Леммон   | Обсерваторія Маунт-Леммон                              |
| (164569) 2006 KX82         | 2006 KX82            | 19 травня 2006    | Обсерваторія Маунт-Леммон   | Обсерваторія Маунт-Леммон                              |
| (164570) 2006 KP91         | 2006 KP91            | 25 травня 2006    | Обсерваторія Кітт-Пік       | Spacewatch                                             |
| (164571) 2006 KB108        | 2006 KB108           | 31 травня 2006    | Обсерваторія Маунт-Леммон   | Обсерваторія Маунт-Леммон                              |
| (164572) 2006 KD122        | 2006 KD122           | 24 травня 2006    | Паломарська обсерваторія    | NEAT                                                   |
| (164573) 2006 KK122        | 2006 KK122           | 28 травня 2006    | Сокорро (Нью-Мексико)       | LINEAR                                                 |
| (164574) 2006 MQ4          | 2006 MQ4             | 17 червня 2006    | Обсерваторія Кітт-Пік       | Spacewatch                                             |
| (164575) 2006 MF9          | 2006 MF9             | 19 червня 2006    | Обсерваторія Маунт-Леммон   | Обсерваторія Маунт-Леммон                              |
| (164576) 2006 SV28         | 2006 SV28            | 17 вересня 2006   | Обсерваторія Кітт-Пік       | Spacewatch                                             |
| (164577) 2006 SQ124        | 2006 SQ124           | 19 вересня 2006   | Каталінський огляд          | Каталінський огляд                                     |
| (164578) 2006 SW159        | 2006 SW159           | 23 вересня 2006   | Обсерваторія Кітт-Пік       | Spacewatch                                             |
| (164579) 2006 SW353        | 2006 SW353           | 30 вересня 2006   | Каталінський огляд          | Каталінський огляд                                     |
| (164580) 2006 SN356        | 2006 SN356           | 30 вересня 2006   | Каталінський огляд          | Каталінський огляд                                     |
| (164581) 2006 TF47         | 2006 TF47            | 12 жовтня 2006    | Обсерваторія Кітт-Пік       | Spacewatch                                             |
| (164582) 2006 WU193        | 2006 WU193           | 27 листопада 2006 | Обсерваторія Маунт-Леммон   | Обсерваторія Маунт-Леммон                              |
| (164583) 2007 BO27         | 2007 BO27            | 24 січня 2007     | Каталінський огляд          | Каталінський огляд                                     |
| (164584) 2007 DG10         | 2007 DG10            | 17 лютого 2007    | Обсерваторія Кітт-Пік       | Spacewatch                                             |
| 164585 Oenomaos            | 2007 ND2             | 13 липня 2007     | Обсерваторія Наеф-Епендес   | Петер Кохер                                            |
| 164586 Arlette             | 2007 NL4             | 14 липня 2007     | Обсерваторія Наеф-Епендес   | Петер Кохер                                            |
| 164587 Taesch              | 2007 OS              | 17 липня 2007     | Обсерваторія Шант-Пердрі    | Клодін Ріннер                                          |
| (164588) 2007 PP           | 2007 PP              | 3 серпня 2007     | Обсерваторія Фарпойнт       | Обсерваторія Фарпойнт                                  |
| 164589 Ла Сагра (La Sagra) | 2007 PC11            | 11 серпня 2007    | Обсерваторія Ла-Саґра       | Обсерваторія Мальорки                                  |
| (164590) 2007 PF25         | 2007 PF25            | 11 серпня 2007    | Обсерваторія Ріді-Крик      | Джон Бротон                                            |
| (164591) 2569 P-L          | 2569 P-L             | 24 вересня 1960   | Паломарська обсерваторія    | К. Й. ван Гаутен, І. ван Гаутен-Ґроневельд, Т. Герельс |
| (164592) 2761 P-L          | 2761 P-L             | 24 вересня 1960   | Паломарська обсерваторія    | К. Й. ван Гаутен, І. ван Гаутен-Ґроневельд, Т. Герельс |
| (164593) 4114 P-L          | 4114 P-L             | 24 вересня 1960   | Паломарська обсерваторія    | К. Й. ван Гаутен, І. ван Гаутен-Ґроневельд, Т. Герельс |
| (164594) 4144 P-L          | 4144 P-L             | 24 вересня 1960   | Паломарська обсерваторія    | К. Й. ван Гаутен, І. ван Гаутен-Ґроневельд, Т. Герельс |
| (164595) 4791 P-L          | 4791 P-L             | 24 вересня 1960   | Паломарська обсерваторія    | К. Й. ван Гаутен, І. ван Гаутен-Ґроневельд, Т. Герельс |
| (164596) 4802 P-L          | 4802 P-L             | 24 вересня 1960   | Паломарська обсерваторія    | К. Й. ван Гаутен, І. ван Гаутен-Ґроневельд, Т. Герельс |
| (164597) 6025 P-L          | 6025 P-L             | 24 вересня 1960   | Паломарська обсерваторія    | К. Й. ван Гаутен, І. ван Гаутен-Ґроневельд, Т. Герельс |
| (164598) 6252 P-L          | 6252 P-L             | 24 вересня 1960   | Паломарська обсерваторія    | К. Й. ван Гаутен, І. ван Гаутен-Ґроневельд, Т. Герельс |
| (164599) 6366 P-L          | 6366 P-L             | 24 вересня 1960   | Паломарська обсерваторія    | К. Й. ван Гаутен, І. ван Гаутен-Ґроневельд, Т. Герельс |
| (164600) 1060 T-2          | 1060 T-2             | 29 вересня 1973   | Паломарська обсерваторія    | К. Й. ван Гаутен, І. ван Гаутен-Ґроневельд, Т. Герельс |